# Закамская ТЭЦ-5
Закамская ТЭЦ-5 — тепловая электростанция в городе Краснокамск Пермского края. Входит в состав Пермского филиала ПАО «Т Плюс». Установленная электрическая мощность — 23,6 МВт, Установленная тепловая мощность — 295,2 Гкал/ч. Численность персонала — 173 человека.

## История
Строительство Закамской ТЭЦ-5 началось в 1932 году. Станция проектировалась для тепло- и электроснабжения Камского целлюлозно-бумажного комбината и бумажной фабрики «Гознак», с передачей избытка электрической мощности в Пермскую энергосистему.
Закамская ТЭЦ-5 была введена в эксплуатацию в 1936 году. Станция была предназначена для обеспечения теплом и электроэнергией Камского целлюлозно-бумажного комбината и бумажной фабрики «Гознак», с передачей избыточной электроэнергии в Пермскую энергосистему.
Первоначально станция работала на угле, но в 1966 году её перевели на газ. При строительстве на ней было установлено только отечественное оборудование. В 1986 году был введён в эксплуатацию новый цех химводоочистки, а затем построен новый корпус с водогрейными котлами.
С 2000-х годов на станции идёт замена старого оборудования. В 2001 году на Закамской ТЭЦ-5 введён в действие новый турбогенератор взамен оборудования, смонтированного в 1930-е годы. Весной 2006 года запущен новый турбогенератор, занявший место оборудования, установленного ещё в 1943 году. В результате мощность станции возросла на 29 МВт. Ввод нового оборудования обеспечил более надёжное теплоснабжение Краснокамска, а также способствовал снижению себестоимости тепловой и электрической энергии.
ТЭЦ-5 обеспечивает теплом население и производственные объекты города Краснокамска.